# A Joia do Nilo
A Joia do Nilo  (em inglês:  The Jewel of the Nile) é um filme de comédia romântica de ação e aventura de 1985 e uma sequência do filme de 1984, Romancing the Stone, dirigido por Lewis Teague e produzido por uma das suas estrelas, Michael Douglas. O filme reúne Douglas com Kathleen Turner e Danny DeVito, todos reprisando seus papéis. Como Romancing the Stone, a cena de abertura acontece em um dos romances de Joan. Desta vez, em vez de Jesse e Angelina no cenário do oeste selvagem de Joan, Joan e Jack estão prestes a se casar quando os piratas atacam seu navio. The Jewel of the Nile envia seus personagens para uma nova aventura em um deserto africano fictício, em um esforço para encontrar a lendária "Jóia do Nilo".
The Jewel of the Nile é notável por sua música tema top 40 interpretada por Billy Ocean, "When the Going Gets Tough, the Tough Get Going".

## Sinopse
Recém-separados, uma escritora de sucesso e um aventureiro falastrão se reencontram no deserto da África numa missão que envolve a luta contra um inescrupuloso ditador local.
Jack Colton (Michael Douglas) e Joan Wilder (Kathleen Turner) levam uma vida tranquila a bordo de seu iate. Jack está esquiando nas águas azuis e mansas, feliz da vida. Mas Joan, está sentada diante da máquina de escrever e está tendo dificuldade para terminar mais uma aventura da sua heroína, mas começam a se cansar desta situação. Decidida a sair da rotina, Joan aceita o convite de um sheik para visitar seu país, localizado na África. Só que, ao chegar, ela é sequestrada e passa a se envolver na busca por uma preciosa jóia. Ao saber do sumiço de Joan, Jack parte em seu resgate ao lado de Ralph (Danny DeVito).

## Elenco
- Michael Douglas como Jack Colton
- Kathleen Turner como Joan Wilder
- Danny DeVito como Ralph
- Spiros Focás como Omar Khalifa
- Avner Eisenberg como Jewel
- Hamid Fillali como Rachid
- Daniel Peacock como promotor de rock
- Holland Taylor como Gloria
- Guy Cuevas como Le Vasseur
- Peter DePalma como Missionário (como Peter De Palma)
- Mark Daly Richards como Pirata
- The Flying Karamazov Brothers
  - Paul David Magid como Tarak
  - Howard Jay Patterson como Barak
  - Randall Edwin Nelson como Karak
  - Samuel Ross Williams como Arak
  - Timothy Daniel Furst como Sarak

## Produção
Com um orçamento de US$21 milhões, a filmagem principal começou em 22 de abril de 1985, com filmagens em 25 de julho de 1985. Gravações foram realizadas em Villefranche-sur-Mer e no Palais des Festivals et des Congrès, Cannes, França e Meknes, Marrocos, entre outros locais, incluindo o Parque Nacional de Zion, Springdale, Utah.
Na época, Kathleen Turner e Michael Douglas só fizeram a continuação porque eles eram contratualmente obrigados a fazê-lo, embora Douglas estivesse muito mais investido no filme como seu produtor. Em um ponto durante a pré-produção, Turner tentou sair do projeto porque achou o roteiro "terrível, estereotipado, sentimental", até que a 20th Century Fox a ameaçou com um processo de US$25 milhões por quebra de contrato. Douglas interveio em seu favor e garantiu que uma reescrita fosse feita.
Turner ficou desapontada que Douglas não pediu a Diane Thomas, a escritora que escreveu o roteiro de Romancing the Stone, que voltasse para a sequência, aparentemente porque ele decidiu que o preço pedido dela era muito alto. Quando Douglas concordou em realizar reescritas para agradar Turner, pediram a Thomas que consultasse sobre alterações, mas Turner permaneceu desapontada com o roteiro. Ela comentou em uma entrevista em 2018:
"...finalmente li o roteiro em um avião para o Marrocos, onde o filme estava filmando, e fiquei furiosa. Não tinha o que Michael disse que teria. Quando cheguei ao hotel em Fez, Michael e e eu nos sentamos no chão com três versões do roteiro. Estávamos trocando páginas para obter um script que fosse aceitável para nós dois. Foi, '“Eu farei isso se você fizer isso”'. Foi frustrante."
Turner, Douglas e DeVito se reuniram mais tarde no filme independente The War of the Roses.
As filmagens no norte da África foram marcadas por problemas de calor insuportável de 120 graus Fahrenheit a problemas com a equipe técnica local, mas a preocupação mais preocupante foi que o diretor mostrou que não estava à altura da tarefa de dirigir um filme de ação. Depois de uma grande cena noturna que durou horas, e de elenco e equipe no local, foi só então que alguém notou que não havia filme nas câmeras. Como produtor, Michael Douglas explodiu; o desastre inteiro teve que ser re-filmado outro dia, só depois que o estoque de filme bruto foi finalmente localizado. Mais problemas com os costumes locais surgiram, com filmes e equipamentos misteriosamente retidos pela alfândega até que os subornos necessários fossem pagos. No final, estar apenas três semanas atrasado foi um pequeno triunfo para Douglas.
Aproximadamente duas semanas antes do início da filmagem principal, um avião transportando Richard Dawking (designer de produção) e Brian Coates (gerente de produção) caiu durante a observação de locais no interior do Marrocos, matando todos a bordo. O filme é dedicado à memória de Dawking e Coates, assim como a roteirista Diane Thomas, que morreu em um acidente automobilístico. Durante as filmagens no Marrocos, Douglas e Turner voando em um avião a jato executivo, tiveram um quase acidente quando sua asa de avião bateu na pista em um pouso pesado.

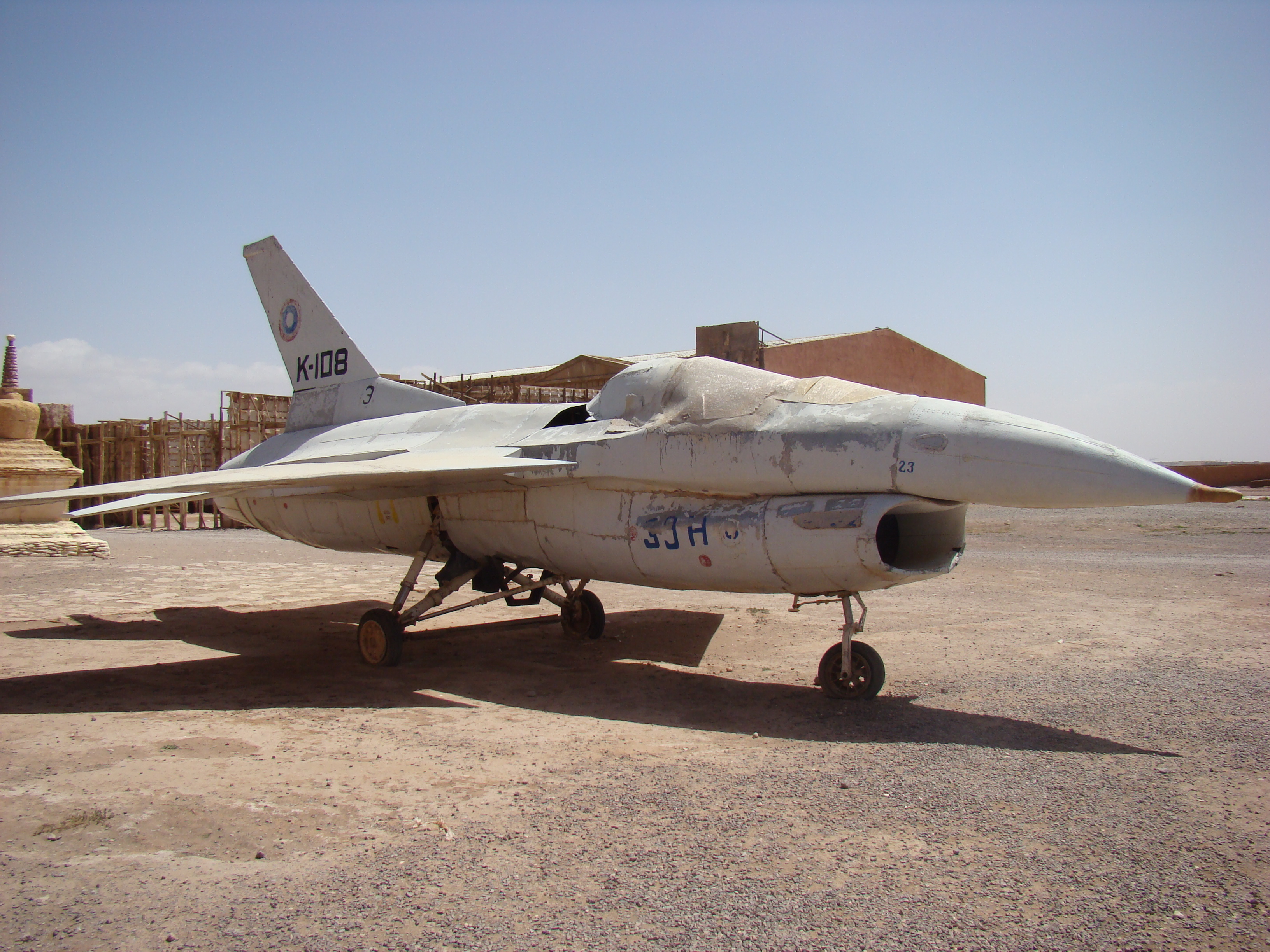
Modelo de filme de um avião de combate F-16B dois lugares usado nos filmes The Jewel of the Nile e The Living Daylights (1987) em exibição no Atlas Film Studios, Ouarzazate, no Marrocos.

O uso de um mockup de um General Dynamics F-16 Fighting Falcon foi um elemento chave dos principais personagens que escapam de uma cidade fortificada. O modelo de madeira, isopor e fibra de vidro foi construído em um chassi de automóvel e movido por um motor Chevrolet 350 de cilindradas.
Como no primeiro filme, a romantização da sequência foi creditada a Joan Wilder, personagem interpretado por Kathleen Turner; ambos os livros eram na verdade da escritora fantasma Catherine Lanigan.
A Jóia do Nilo foi o último filme lançado no formato de vídeo RCA SelectaVision CED. Também foi lançado em outros formatos de mídia.

## Trilha sonora
"When the Going Gets Tough, the Tough Get Going", interpretado por Billy Ocean, toca durante os créditos finais do filme. Douglas, Turner e DeVito também co-estrelaram com Ocean no videoclipe da MTV de mesmo nome. Como os atores não eram integrantes da Musicians Union, o clipe da canção foi impedido de ser exibido no Reino Unido. Apesar disto, a música se tornou um grande hit na época de seu lançamento. A trilha sonora apresenta grupo de rap dos anos 1980 Whodini e o single "Freaks Come Out at Night", como Michael Douglas e companhia fazem o seu caminho através do deserto em camel back, bem como "Party (No Sheep Is Safe Tonight)" de Willesden Dodgers durante a cena da festa da fogueira.
Arista lançou um álbum de trilha sonora em disco, cassete e disco compacto.
1. When the Going Gets Tough, the Tough Get Going - Billy Ocean (5:43)
2. I'm in Love - Ruby Turner (3:30)
3. African Breeze - Hugh Masekela e Jonathan Butler (6:00)
4. Party (No Sheep Is Safe Tonight) - The Willesden Dodgers (5:10)
5. Freaks Come Out at Night - Whodini (4:45)
6. The Jewel of the Nile - Precious Wilson (4:18)
7. Legion (Here I Come) - Mark Shreeve (4:49)
8. Nubian Dance - The Nubians (3:35)
9. Love Theme - Jack Nitzsche (2:26)
10. The Plot Thickens - Jack Nitzsche (4:15)

## Recepção
Enquanto The Jewel of the Nile arrecadou mais do que seu antecessor, o filme teve muito menos sucesso crítico e efetivamente encerrou a franquia.
Críticos sentiram que o filme estava repleto de inúmeros buracos e que faltava o charme original do primeiro filme. O New York Times abriu sua análise escrevendo: "Não há nada em The Jewel of the Nile que não seja mais engraçado ou mais fantasioso em Romancing the Stone". Roger Ebert concordou que "... não é exatamente igual a Romancing the Stone," mas elogiou a interação entre Douglas e Turner. "Parece claro," ele escreveu, "que eles gostam um do outro e estão se divertindo durante o desfile de situações ridículas no filme, e sua química é às vezes mais divertida do que os planos da trama".

## Sequência
Falar de outro filme na série romance/aventura novamente, com Douglas, Turner e De Vito reprisando seus papéis, nunca indo além de um rascunho. Em The Crimson Eagle, Jack Colton e Joan Wilder levam seus dois filhos adolescentes para a Tailândia, onde são chantageados para roubar uma estátua inestimável. O projeto definhava até 1997, quando Douglas, como o produtor provisório do filme, anunciou que não estava mais interessado.
Em 2005 e novamente em 2008, Michael Douglas estava trabalhando em uma segunda sequência de Romancing the Stone, intitulada Racing the Monsoon, embora não tenha havido mais desenvolvimentos nos últimos anos. As filmagens aconteceriam na India e teria a direção de Steven Carr. A única atriz confirmada na ocasião era Aishwarya Rai de Bollywood, como a principal personagem feminina. Desde 2007, a 20th Century Fox considerou um remake de Romancing the Stone com a possibilidade de um "reboot" de uma série. Os papéis de Jack Colton e Joan Wilder seriam preenchidos por Taylor Kitsch ou Gerard Butler e Katherine Heigl. Em 2011, o remake foi re-trabalhado como uma série de televisão.